# Jaren Sina
Jaren Sina (Figueira da Foz, Coímbra, Portugal, 12 de marzo de 1994) es un ex-baloncestista kosovar con ciudadanía estadounidense que jugó por 3 años en División I de la NCAA. Con 1,91 metros de estatura, jugaba en la posición de base. Su último equipo fue el Astoria Bydgoszcz de la PLK polaca.
Nacido en Portugal de Jill y Mergin Sina, el primero era un jugador de basket, y Jaren nació en el periodo en el cual Jill jugaba en Portugal.

## Carrera
Desde 2015 es miembro de la selección nacional kosovar.